# Michaił Kachiani
Michaił Iwanowicz Kachiani, gruz. Micheil Kachiani (ur. 1896 w Batumi, zm. w grudniu 1937) – radziecki i gruziński polityk, I sekretarz KC Komunistycznej Partii (bolszewików) Gruzji w latach 1924-1930.
1915-1917 studiował w Moskiewskim Instytucie Handlowym, od lipca 1917 członek SDPRR(b), 1917 sekretarz zamoskworieckiego komitetu rewolucyjnego, 1917-1918 członek komitetu SDPRR(b) w Batumi i redaktor gazety "Raboczaja prawda", 1918-1920 członek Prezydium Zamoskworieckiego Komitetu RKP(b) i komitetu wykonawczego, 1920-1921 redaktor gazety "Kommunist" w Baku i  członek Prezydium Komunistycznej Partii (bolszewików) Azerbejdżanu, od 1921 sekretarz odpowiedzialny komitetu Komunistycznej Partii (bolszewików) Gruzji w Tbilisi, 1921-1930 członek KC KP(b)G, 1923-1924 sekretarz KC. 1924-1930 I sekretarz KC KP(b)G. 1927-1930 równocześnie III sekretarz Krajowego Komitetu WKP(b) na Zakaukaziu. 1930-1931 II sekretarz Środkowoazjatyckiego Biura KC WKP(b), od 13 lipca 1930 do 26 stycznia 1934 kandydat na członka KC WKP(b), od 5 maja 1931 do 21 stycznia 1933 II sekretarz Komitetu Krajowego WKP(b) w Kazachstanie, 1933-1934 członek kolegium redakcyjnego "Prawdy". 1934-1937 członek Komisji Kontroli Partyjnej przy KC WKP(b). W lipcu 1937 aresztowany przez NKWD podczas czystek stalinowskich, później rozstrzelany.